# Ambition
Ambition er en amerikansk stumfilm fra 1916 af James Vincent.

## Medvirkende
- Bertha Kalich som Marian Powers.
- Kenneth Hunter som Robert Powers.
- William H. Tooker som John Moore.
- William Black som James Grant.
- Kittens Reichert som Betty Powers.